# Peltoboykinia watanabei
Peltoboykinia watanabei är en stenbräckeväxtart som först beskrevs av Ryôkichi Ruôkichi Yatabe, och fick sitt nu gällande namn av Kanesuke Hara. Peltoboykinia watanabei ingår i släktet Peltoboykinia och familjen stenbräckeväxter. Inga underarter finns listade i Catalogue of Life.